# Ermita de la Sangre (Castalla)
La ermita de la Sangre de Castalla (Alicante), Comunidad Valenciana, España, es un edificio religioso de estilo gótico valenciano primitivo, cuyo origen hay que situar en torno a la segunda mitad del siglo XIII ya que pertenece al denominado estilo "gótico de reconquista" conocidas de esta manera por ser consagradas por el propio Jaime I.
Desde el siglo XIII al siglo XVI fue la Iglesia de Castalla hasta que con la construcción de la actual Iglesia pasó a ser Ermita, sede de la Cofradía de la Sangre y depositaria de la imagen de la Virgen de la Soledad Patrona de la localidad.
Su estilo pertenece al gótico valenciano primitivo con una única nave central formada por enormes arcos ojivales, formeros y capillas laterales emplazadas entre contrafuertes. El techo es de artesonado.
En 1436 se amplió en dos cuerpos como consecuencia del gran aumento de población que experimentó Castalla por aquella época.
Posteriormente, en el siglo XIII se le añadió un camerino rococó para custodia de la imagen de la Virgen.